# Moctar Ouané

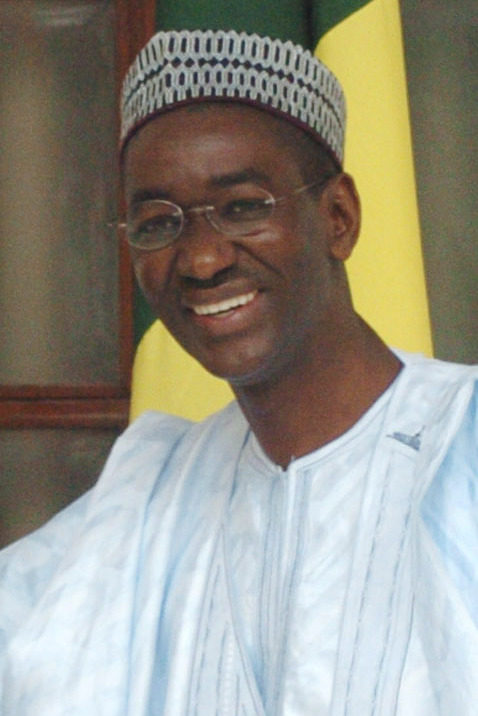
Moctar Ouané (2009)

Moctar Ouané (* 11. Oktober 1955 in Bidi) ist ein malischer Diplomat und Politiker. Er amtierte vom 27. September 2020 bis zum 26. Mai 2021 interimsweise als Premierminister von Mali,  nachdem die Regierung von Ex-Präsident Ibrahim Boubacar Keïta abgesetzt worden war. Zwischen Mai 2004 und April 2011 war er davor bereits Außenminister des Landes.

## Karriere
Er schloss sein Studium der Internationalen Beziehungen an der Universität Dakar 1982 mit einem Master ab. war von 1982 bis 1986 technischer Berater des Generalsekretärs der Regierung, 1986 Leiter der Abteilung für Abkommen und internationale Konventionen im Außenministerium, von 1986 bis 1988 diplomatischer Berater des Premierministers, von 1988 bis 1990 Stabschef (chef de cabinet) des Generalsekretärs der Präsidentschaft, von 1990 bis 1991 diplomatischer Berater von Präsident Moussa Traoré und von 1991 bis 1992 des Übergangsstaatschefs Amadou Toumani Touré und 1992 diplomatischer Berater des Premierministers. Anschließend studierte er von 1992 bis 1993 an der École nationale d’administration. Von 1994 bis 1995 war er politischer Berater des Außenministers, bevor er am 27. September 1995 zum Ständigen Vertreter Malis bei den Vereinten Nationen ernannt wurde; dieses Amt übte er bis zum 27. September 2002 aus. Während dieser Zeit war er im September 2000 und im Dezember 2001 Präsident des Sicherheitsrates der Vereinten Nationen.
Er wurde am 2. Mai 2004 zum Außenminister Malis ernannt und übte dieses Amt bis 2011 aus. Nach seinem Ausscheiden aus dem Amt des Außenministers im Jahr 2011 wurde Ouane im Januar 2014 diplomatischer Berater der Westafrikanischen Wirtschafts- und Währungsunion. 2016 wurde er Friedens- und Sicherheitsberater der Institution.
Im Jahre 2020 kam es zu Unruhen in Mali und einem Putsch gegen Präsident Ibrahim Boubacar Keïta. Daraufhin wurde der ehemalige Oberst Bah N’Daw von einer Gruppe von 17 Personen, welche von den Putschisten ausgewählt wurden, zum neuen Präsidenten gewählt. Am 27. September ernannte N’Daw Moctar Ouane zum Interims-Premierminister.
Im Mai 2021 wurden Moctar Ouané, Staatspräsident Bah N’Daw und der Verteidigungsminister Souleymane Doucouré von Militärs verhaftet. Zuvor hatte Ouanés Übergangsregierung per Dekret ein neues Kabinett ernannt, in dem das Militär zwar – trotz gegenteiliger Versprechen –  strategisch wichtige Ämter besetzt, aber einige Offiziere nicht Teil der Regierung wurden. Am 26. Mai 2021 traten Bah N’Daw und Moctar Ouané zurück. Sie wurden daraufhin freigelassen. Der UN-Sicherheitsrat hatte einstimmig die sichere, sofortige und bedingungslose Freilassung der Politiker gefordert, zudem die unverzüglich Rückkehr aller malischer Soldaten in ihre Kasernen.
Am 27. August 2021 wurde Moctar Ouane aus dem Hausarrest entlassen.